# EasyInstall
EasyInstallはPythonのためのパッケージ管理システムである。EasyInstallはPython Eggsに基づいたPythonプログラムとライブラリを配布するための標準フォーマットを提供する。easy_installはsetuptoolsにバンドルされたモジュールであり、Pythonの標準ライブラリであるdistutilsの機能を高めたサードパーティ製のライブラリである。EasyInstallはRubyにおけるRubyGemsのようなものである。
通常、EasyInstallは希望のパッケージをPython Package Index(PyPI)で探す。また、パッケージとその依存パッケージをダウンロードするために、PyPI内のメタデータを使用する。EasyInstallはPyPI上でホストされている。
Python EggsはPythonのプロジェクトに情報を追加する方法である。Python Eggsはプロジェクトの実行時にチェックされ、依存関係を確認するだけではなく、他のプロジェクトのためのプラグインを提供することを可能にする。
EasyInstallは本格的なパッケージ管理システムとは言い難い。なぜなら、ローカルなパッケージの一覧表示や更新をすることができないからである。これらの問題を解決するために、pipとdistributeは開発された。distributeはeasy_installの開発が遅れていたために作られた。distributeのバージョン0.7でEasyInstallはdistributeに統合された。
"EggsとPythonの関係は、JarsとJavaとの関係と似ている。"—http://peak.telecommunity.com/DevCenter/PythonEggs